# Micaria foxi
Micaria foxi är en spindelart som beskrevs av Willis J. Gertsch 1933. Micaria foxi ingår i släktet Micaria och familjen plattbuksspindlar. Inga underarter finns listade i Catalogue of Life.